# لاري كونستانتين
لاري كونستانتين (بالإنجليزية: Learie Constantine)‏ (و. 1901 – 1971 م) هو لاعب كريكت، ودبلوماسي، وسياسي، ومحامٍ من ترينيداد وتوباغو، وباربادوس، والمملكة المتحدة، والمملكة المتحدة لبريطانيا العظمى وأيرلندا، ولد في Diego Martin ‏، توفي في Brondesbury ‏، عن عمر يناهز 70 عاماً ، بسبب التهاب القصبات.

## مناصب
تولى منصب
- عضو مجلس اللوردات  [لغات أخرى]‏ 24 مارس 1969–1 يوليو 1971
- Governor of the BBC ‏

.

## جوائز
حصل على جوائز منها:
- عضو رتبة الإمبراطورية البريطانية
- لاعب كريكت ويسدن للسنة  [لغات أخرى]‏
- لقب فارس

## وصلات خارجية
- لاري كونستانتين في قاعدة بيانات الأفلام على الإنترنت